# Liste der Fußball-Rekordnationalspieler
Diese Liste der Fußball-Rekordnationalspieler führt, getrennt nach Kontinenten, die jeweiligen Rekordnationalspieler der einzelnen Länder, soweit bekannt, auf.
In einigen Fällen (Bozsik, Michajlow, Streich) werden von der FIFA Spiele bei den Olympischen Spielen nicht mitgezählt (siehe Anmerkungen). Bei Onopko hängt die Anzahl (113 oder 109) davon ab, ob Spiele für die GUS mitgezählt werden. Die FIFA zählt teilweise Spiele von Nationalmannschaften gegen FIFA-Allstarteams mit. Dagegen werden von der FIFA Spiele gegen Nicht-FIFA-Mitglieder nicht gezählt, selbst wenn diese bei kontinentalen Meisterschaften stattfanden. Die Zahlen der FIFA sind auch nicht immer aktuell (Stand siehe Weblinks). Für Spieler mit weniger als 100 Spielen liegen in den meisten Fällen (Spieler nahm nicht an der letzten WM teil) keine Zahlen vor. In diesen Fällen stehen oft nur die RSSSF-Statistik oder für europäische Spieler eu-football.info neben den nationalen Verbänden als Quelle zur Verfügung (siehe Quellen).
Fett gedruckte Spieler sind noch in ihren Nationalmannschaften aktiv. Kursiv gedruckte Spieler wurden aber seit mindestens 6 Monaten nicht mehr eingesetzt, wenn Länderspiele stattfanden.

* Der Spieler war zeitweise Weltrekordhalter.

** Der Spieler ist auch Rekordtorschütze seines Landes.

## Afrika (CAF)

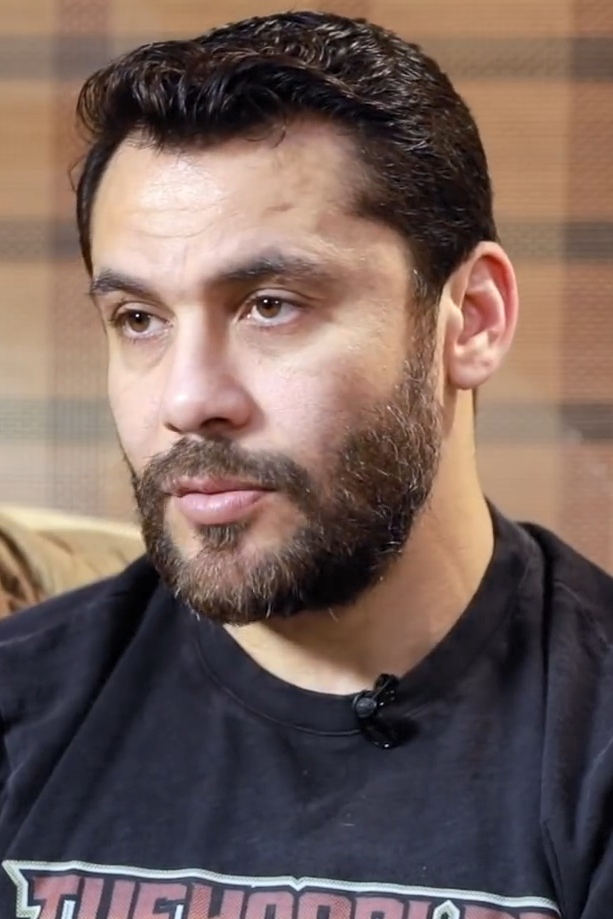
Ahmed Hassan, afrikanischer Rekordnationalspieler mit 184 Länderspielen

| Nationalmannschaft | Spieler                         | Spiele     | Zeitraum            | Position           | Vorgänger                             |
| --- | ------------------------------- | ---------- | ------------------- | ------------------ | ------------------------------------- |
| Ägypten | Ahmed Hassan                    | 184        | 1995–2012           | Mittelfeld         | Hossam Hassan (176)                   |
| Algerien | Aïssa Mandi                     | 106        | 2014–               | Abwehr             | Islam Slimani (102)                   |
| Angola | Flávio da Silva Amado           | 91         | 2000–2012           | Angriff            | Fabrice Akwá (78)                     |
| Äquatorialguinea | Sisinio                         | 61 (56)    | 2015–               | Mittelfeld         | Iván Zarandona Esono (41)             |
| Äthiopien | Shimelis Bekele                 | 81 (72)    | 2010–               | Angriff/Mittelfeld | ?                                     |
| Benin | Stéphane Sessègnon**            | 89 (88)    | 2004–2023           | Mittelfeld         | Damien Chrysostome (58)               |
| Botswana | Joel Mogorosi                   | 97         | 2005–2019           | Mittelfeld         | Mompati Thuma (86)                    |
| Burkina Faso | Charles Kaboré                  | 102        | 2006–2021           | Mittelfeld         | Beli Moumouni Dagano (83)             |
| Burundi | Abdul Karim Nizigiyimana        | 66 (64)    | 2006–               | Abwehr             | Hassan Hakizimana (45)                |
| Dschibuti | Daoud Wais                      | 34         | 2008–2021           | Abwehr             |                                       |
| Elfenbeinküste | Didier Zokora                   | 123        | 2000–2014           | Mittelfeld         | Tchiressoua Guel (72)                 |
| Eritrea | Yidnekachew Shimangus**         | 22         | 1998–2007           | Angriff            |                                       |
| Eswatini | Tony Tsabedze                   | 72 (68)    | 2003–2018           | Mittelfeld         |                                       |
| Gabun | Didier Ovono                    | 114        | 2003–2019           | Tor                | François Amégasse (110)               |
| Gambia | Omar Colley                     | 60 (57)    | 2012–               | Mittelfeld         |                                       |
| Ghana | André Ayew                      | 120 (117)  | 2007–               | Angriff            | Asamoah Gyan** (109)                  |
| Guinea | Issiaga Sylla                   | 86         | 2011–               | Abwehr/Mittelfeld  | Pascal Feindouno (85)                 |
| Guinea-Bissau | Jonas Mendes                    | 60 (54)    | 2010–               | Tor                | ?                                     |
| Kamerun | Rigobert Song                   | 137        | 1993–2010           | Abwehr             | Emmanuel Kundé (66)                   |
| Kap Verde | Ryan Mendes**                   | 87 (83)    | 2010–               | Angriff            | Babanco (62)                          |
| Kenia | Musa Ongao Otieno               | 90         | 1993–2009           | Abwehr/Mittelfeld  | Jonathan Niva (88)                    |
| Komoren | Youssouf M’Changama             | 68 (67)    | 2010–               | Mittelfeld         |                                       |
| Demokratische Republik Kongo | Chancel Mbemba                  | 95 (93)    | 2012–               | Abwehr             | Issama Mpeko (81)                     |
| Republik Kongo | Jonas Bahamboula Delvin N’Dinga | 56         | 1969–1982 2008–2021 | Mittelfeld         | ?                                     |
| Lesotho | Jane Thabantšo**                | 94 (87)    | 2014–               | Angriff            |                                       |
| Liberia | Joe Nagbe                       | 77         | 1986–2011           | Mittelfeld         | ?                                     |
| Libyen | Ahmed Saed Osman                | 81 (68)    | 2001–2013           | Angriff            |                                       |
| Madagaskar | Paulin Voavy**                  | 67 (62)    | 2003–2022           | Angriff            | Mamisoa Razafindrakoto (61)           |
| Malawi | Young Chimodzi                  | 159 (<100) | 1979–1995           | Abwehr             | Jack Chamangwana (133)                |
| Mali | Seydou Keita**                  | 102 (101)  | 1998–2015           | Mittelfeld         | ?                                     |
| Marokko | Noureddine Naybet               | 115        | 1990–2006           | Abwehr             | ?                                     |
| Mauretanien | Souleymane Diallo               | 79         | 2006–2019           | Tor                | Bilal Sidibé (52)                     |
| Mauritius | Henri Speville                  | 72         | 1995–2007           | Abwehr             | Daniel Imbert (53)                    |
| Mayotte | Abdou Antoissi                  | 19 (0)     | 2007–2015           | Mittelfeld         |                                       |
| Mosambik | Dominguês                       | 118        | 2004–               | Angriff            | Manuel José Luís Bucuane** (94)       |
| Namibia | Denzil Haoseb                   | 84 (79)    | 2011–               | Abwehr             | Ronald Ketjijere (74)                 |
| Niger | Kassaly Daouda                  | 90 (84)    | 2002–2022           | Tor                | ?                                     |
| Nigeria | Ahmed Musa                      | 110        | 2010–               | Angriff            | Joseph Yobo Vincent Enyeama (101/100) |
| Réunion | Jean-Michel Fontaine**          | 29 (0)     | 2007–2023           | Angriff            |                                       |
| Ruanda | Haruna Niyonzima                | 110 (100)  | 2006–2022           | Mittelfeld         | ?                                     |
| Sambia | Kennedy Mweene                  | 122 (121)  | 2005–2021           | Tor                | David Chabala † 115 (96)              |
| Sansibar | Suleiman Selembe                | 34 (0)     | 2009–2019           | Mittelfeld         |                                       |
| São Tomé und Príncipe | Joazhifel Soares                | 36 (35)    | 2011–               | Mittelfeld         | ?                                     |
| Senegal | Idrissa Gueye                   | 118        | 2011–               | Mittelfeld         | Henri Camara (98 1)                   |
| Seychellen | Stenio Marie                    | 64 (60)    | 2013–               | Abwehr             | ?                                     |
| Sierra Leone | Umaru Bangura                   | 56         | 2006–2022           | Mittelfeld         | Ibrahim Bah (45)                      |
| Simbabwe | Peter Ndlovu*                   | 81         | 1990–2007           | Angriff            | ?                                     |
| Somalia | Yasin Ali Egal                  | 20 (19)    | 2003–2011           | Abwehr             | ?                                     |
| Südafrika | Aaron Mokoena                   | 107        | 1999–2010           | Abwehr             | Shaun Bartlett (74)                   |
| Sudan | Mohannad El-Tahir Osman         | 84         | 2004–2018           | Mittelfeld         | Haitham Mustafa (83)                  |
| Südsudan | Peter Chol                      | 42 (40)    | 2012–               | Mittelfeld         | ?                                     |
| Tansania | Erasto Nyoni                    | 108 (99)   | 2006–2021           | Mittelfeld         | Mrisho Ngasa (100)                    |
| Togo | Alaixys Romao                   | 94 (92)    | 2005–               | Mittelfeld         | Abdoul-Gafar Mamah (93)               |
| Tschad | Ezechiel N’Douassel**           | 49 (41)    | 2005–2022           | Angriff            | ?                                     |
| Tunesien | Radhi Jaïdi                     | 105        | 1996–2009           | Abwehr             | Chokri El Ouaer (97)                  |
| Uganda | Godfrey Walusimbi               | 105 (97)   | 2009–2019           | Abwehr/Mittelfeld  | ?                                     |
| Zentralafrikanische Republik | Foxi Kéthévoama                 | 49 (48)    | 2002–2021           | Angriff            | ?                                     |
| Kontinentale Rekordmarke 1 In früheren Statistiken wurden auch von rsssf.org wie vom Kicker 99 Spiele gezählt. Dann wurde in der am 1. Februar 2023 aktualisierten Liste Idrissa Gueye mit 100 Spielen als Rekordhalter geführt, ab dem 14. Februar 2023, nachdem sechs seiner Spiele als inoffiziell eingestuft wurden, aber nur noch mit 94 Spielen und Camara wieder als Rekordhalter. |                                 |            |                     |                    |                                       |

## Asien (AFC)

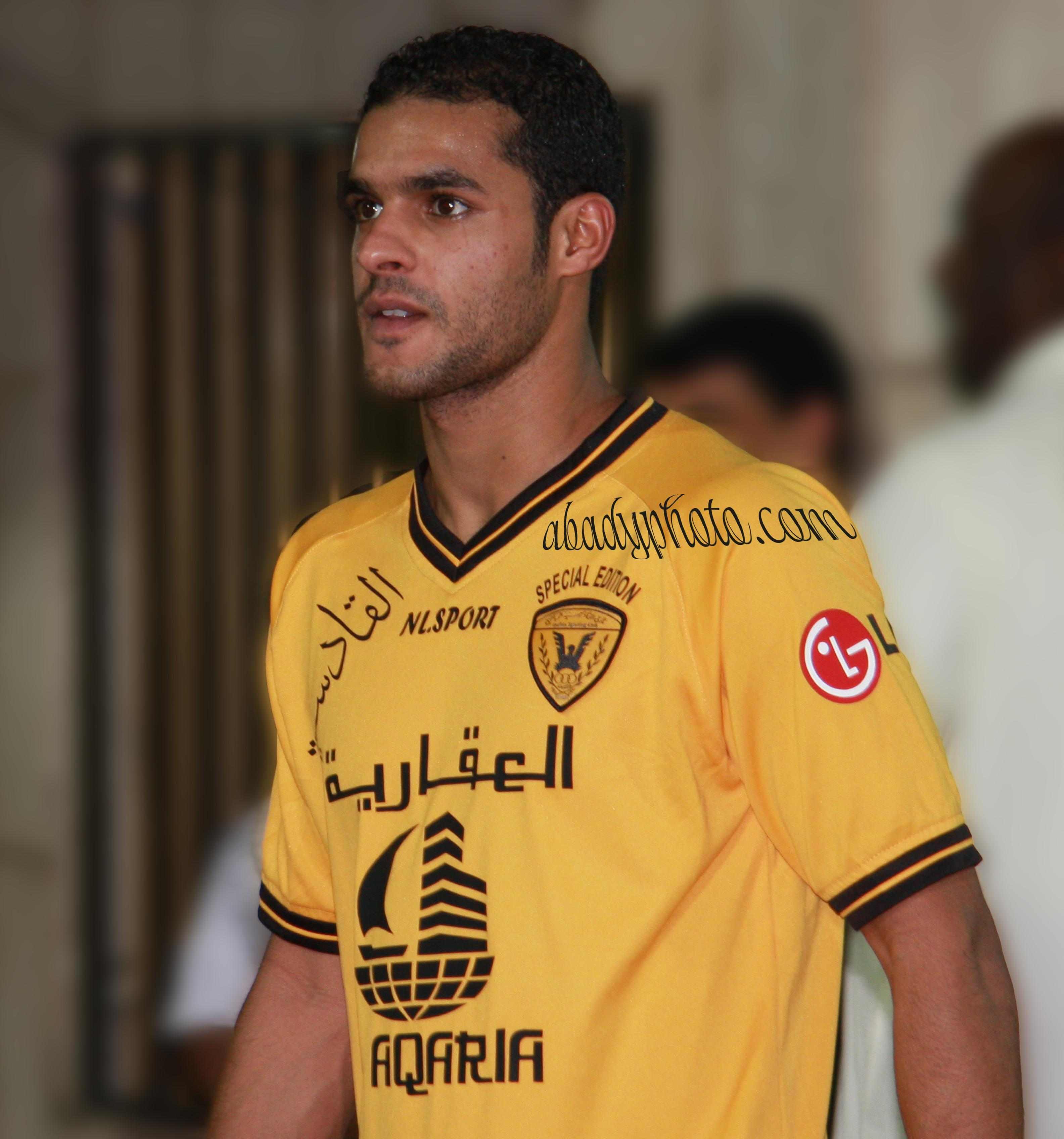
Bader al-Mutawa, aktiver asiatischer Spieler mit den meisten Länderspielen

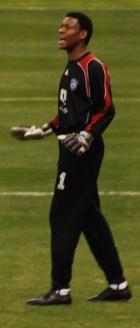
Mohammad ad-Daʿayyaʿ, Welt-Rekordtorhüter (gemäß FIFA-Zählung)

| Nationalmannschaft                                     | Spieler                      | Spiele    | Zeitraum            | Position           | Vorgänger                                   |
| ------------------------------------------------------ | ---------------------------- | --------- | ------------------- | ------------------ | ------------------------------------------- |
| Afghanistan                                            | Zohib Islam Amiri            | 70 (66)   | 2006–               | Mittelfeld         |                                             |
| Australien                                             | Mark Schwarzer               | 109       | 1993–2013           | Tor                | Alex Tobin (87)                             |
| Bahrain                                                | Sayed Jaffer                 | 163       | 2004–               | Tor                | Mohamed Husain (161)                        |
| Bangladesch                                            | Jamal Bhuyan                 | 85 (84)   | 2013–               | Mittelfeld         |                                             |
| Bhutan                                                 | Chencho Gyeltshen**          | 46 (45)   | 2011–               | Mittelfeld         |                                             |
| Brunei                                                 | Azwan Saleh                  | 32 (31)   | 2006–               | Mittelfeld         |                                             |
| Volksrepublik China                                    | Li Weifeng                   | 112       | 1998–2011           | Abwehr             | Hao Haidong** (106)                         |
| Guam                                                   | Jason Cunliffe**             | 70 (60)   | 2006–               | Angriff            |                                             |
| Hongkong                                               | Yapp Hung Fai                | 106 (104) | 2010–               | Tor                | Lee Chi-ho (73)                             |
| Indien                                                 | Sunil Chhetri**              | 155       | 2006–               | Angriff            | Baichung Bhutia (104/<100)                  |
| Indonesien                                             | Abdul Kadir** †              | 111 (105) | 1967–1979           | Angriff            | Soetjipto Soentoro (61)                     |
| Irak                                                   | Yunis Mahmud                 | 148       | 2002–2016           | Angriff            | Hussain Said*/** (126)                      |
| Iran                                                   | Javad Nekounam               | 149       | 2000–2015           | Mittelfeld         | Ali Daei** (148)                            |
| Japan                                                  | Yasuhito Endō                | 152       | 2002–2015           | Mittelfeld         | Masami Ihara (122)                          |
| Jemen                                                  | Ala’a al-Sasi                | 72        | 2006–2019           | Mittelfeld         | Ali al-Nono (54)                            |
| Jordanien                                              | Amer Shafi                   | 171       | 2002–2021           | Tor                | Amer Deeb (130)                             |
| Kambodscha                                             | Soeuy Visal                  | 82 (79)   | 2014–               | Abwehr             |                                             |
| Katar                                                  | Hassan al-Haydos             | 183       | 2008–               | Angriff            | Sebastián Soria (119)                       |
| Kirgisistan                                            | Kairat Schyrgalbek Uulu      | 80        | 2013–               | Abwehr             | Mirlan Mursajew(59)                         |
| Kuwait                                                 | Bader al-Mutawa              | 196       | 2003–               | Angriff            | Bashar Abdullah** (133)                     |
| Laos                                                   | Soukaphone Vongchiengkham    | 58 (57)   | 2010–               | Mittelfeld         |                                             |
| Libanon                                                | Hassan Maatouk**             | 123       | 2006–               | Angriff            | Abbas Ahmed Atwi (84)                       |
| Macau                                                  | Paulo Cheang                 | 58 (51)   | 2005–2018           | Mittelfeld         |                                             |
| Malaysia                                               | Soh Chin Ann                 | 219 (195) | 1969–1984           | Abwehr             | Abdul Ghani Minhat (71)                     |
| Malediven                                              | Imran Mohamed                | 110       | 2000–2016           | Tor                | Mohamed Ibrahim und Adam Abdul Latheef (20) |
| Mongolei                                               | Tsend-Ajuusch Chürelbaataryn | 47 (46)   | 2007–               | Mittelfeld         |                                             |
| Myanmar                                                | David Htan                   | 78 (76)   | 2011–               | Mittelfeld         | ?                                           |
| Nepal                                                  | Kiran Chemjong               | 108 (107) | 2008–               | Tor                | Raju Kaji Shakya (91)                       |
| Nordkorea                                              | Ri Myong-guk                 | 118       | 2007–2019           | Tor                | Pak Nam-chol (75)                           |
| Nördliche Marianen                                     | Nicolas Swaim                | 17 (0)    | 2009–2018           | Abwehr             |                                             |
| Oman                                                   | Ahmed Mubarak                | 183       | 2003–               | Mittelfeld         | Fawzi Doorbeen (143)                        |
| Osttimor                                               | Anggisu Barbosa              | 30        | 2008–2016           | Mittelfeld/Angriff |                                             |
| Pakistan                                               | Haroon Yousaf                | 50 (47)   | 1992–2003           | Mittelfeld         | ?                                           |
| Palästina                                              | Abdelatif Bahdari            | 82 (79)   | 2007–2021           | Abwehr             | Khader Yousef Abu Hammad (68)               |
| Philippinen                                            | Phil Younghusband**          | 108       | 2006–               | Angriff            | ?                                           |
| Saudi-Arabien                                          | Mohammad ad-Daʿayyaʿ*        | 173 (178) | 1990–2006           | Tor                | Mohammed al-Khilaiwi (163)                  |
| Singapur                                               | Daniel Bennett               | 146       | 2003–2017           | Abwehr             | Shahril Ishak (137/138)                     |
| Sri Lanka                                              | Channa Ediri Bandanage       | 65 (64)   | 1999–2009           | Angriff            |                                             |
| Südkorea                                               | Cha Bum-kun** Hong Myung-bo  | 136 (130) | 1972–1986 1990–2002 | Angriff Abwehr     | Park Lee-Chun (89)                          |
| Syrien                                                 | Maher al-Sayed               | 109 (108) | 1998–2013           | Mittelfeld         | ?                                           |
| Tadschikistan                                          | Ahtam Nasarow                | 95 (94)   | 2011–               | Mittelfeld/Abwehr  | ?                                           |
| Taiwan                                                 | Chen Po-liang**              | 92        | 2006–               | Mittelfeld         | ?                                           |
| Thailand                                               | Kiatisak Senamuang**         | 134 (131) | 1993–2007           | Angriff            | ?                                           |
| Turkmenistan                                           | Arslanmyrat Amanow           | 63 (60)   | 2009–               | Mittelfeld         |                                             |
| Usbekistan                                             | Server Jeparov               | 128 (127) | 2002–2017           | Mittelfeld         | Timur Kapadze (118/117)                     |
| VA Emirate                                             | Adnan at-Talyani*            | 161       | 1984–1997           | Angriff            | ?                                           |
| Vietnam                                                | Lê Công Vinh**               | 83        | 2004–2016           | Angriff            | ?                                           |
| Weltrekord FIFA-Weltrekord für Torhüter (FIFA-Zählung) |                              |           |                     |                    |                                             |

## Europa (UEFA)

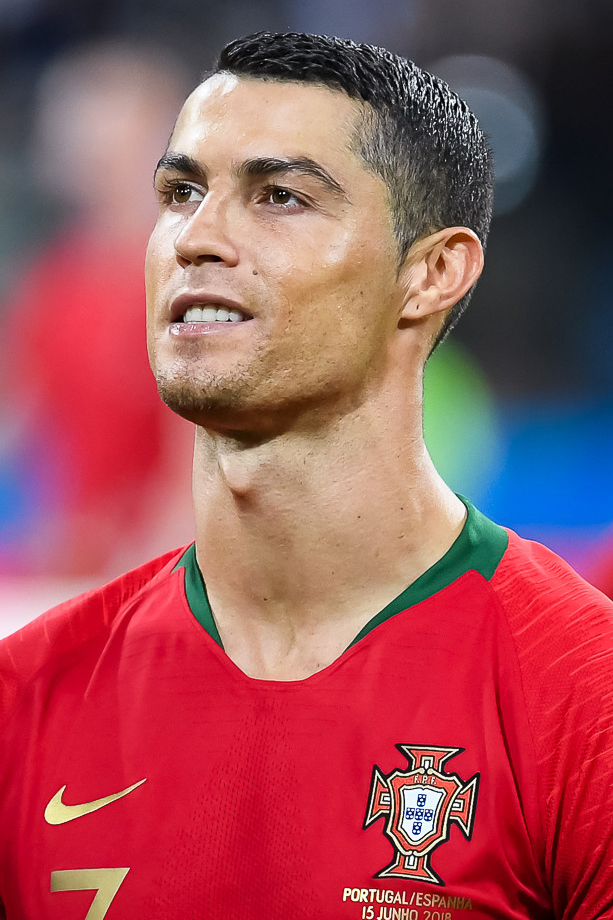
Europas Rekordnationalspieler Cristiano Ronaldo

| Nationalmannschaft                                      | Spieler                                 | Spiele    | Zeitraum        | Position                      | Vorgänger                   |
| ------------------------------------------------------- | --------------------------------------- | --------- | --------------- | ----------------------------- | --------------------------- |
| Albanien                                                | Lorik Cana                              | 93        | 2003–2016       | Abwehr                        | Altin Lala (78)             |
| Andorra                                                 | Ildefons Lima**                         | 137       | 1997–2023       | Mittelfeld                    | Óscar Sonejee (106)         |
| Armenien                                                | Sargis Howsepjan                        | 132       | 1992–2013       | Abwehr                        | Artur Petrosjan (69)        |
| Aserbaidschan                                           | Rəşad Sadıqov                           | 111 (108) | 2001–2017       | Abwehr                        | Aslan Kərimov (75)          |
| Belarus                                                 | Aljaksandr Kultschy                     | 102 (101) | 1996–2012       | Mittelfeld                    | Sjarhej Hurenka (80)        |
| Belgien                                                 | Jan Vertonghen                          | 157       | 2007–2024       | Abwehr                        | Jan Ceulemans (96)          |
| Bosnien u. Herzegowina                                  | Edin Džeko**                            | 141       | 2007–           | Angriff                       | Emir Spahić (94)            |
| Bulgarien                                               | Stilijan Petrow                         | 105       | 1998–2011       | Mittelfeld                    | Borislaw Michajlow (102/98) |
| CSSR                                                    | Zdeněk Nehoda                           | 90        | 1971–1987       | Angriff                       | Ladislav Novák (75)         |
| Dänemark                                                | Christian Eriksen                       | 143       | 2010–           | Mittelfeld                    | Simon Kjær (132)            |
| Deutschland                                             | Lothar Matthäus***                      | 150       | 1980–2000       | Mittelfeld                    | Franz Beckenbauer (103)     |
| DDR                                                     | Joachim Streich** †                     | 98        | 1969–1984       | Angriff                       | Jürgen Croy (86/94*)        |
| England                                                 | Peter Shilton***                        | 125       | 1970–1990       | Tor                           | Bobby Moore* (108)          |
| Estland                                                 | Konstantin Vassiljev                    | 158       | 2006–           | Mittelfeld                    | Martin Reim*** (157)        |
| Färöer                                                  | Fróði Benjaminsen Jóan Símun Edmundsson | 95 (94)   | 1999–2017 2009– | Mittelfeld Mittelfeld/Angriff | Óli Johannesen (83)         |
| Finnland                                                | Jari Litmanen                           | 137       | 1989–2010       | Mittelfeld                    | Ari Hjelm (100)             |
| Frankreich                                              | Hugo Lloris                             | 145       | 2008–2022       | Tor                           | Lilian Thuram (142)         |
| Georgien                                                | Guram Kaschia                           | 124       | 2009–           | Abwehr                        | Lewan Kobiaschwili (101)    |
| Gibraltar                                               | Liam Walker                             | 88        | 2013–           | Mittelfeld                    | Roy Chipolina (57)          |
| Griechenland                                            | Giorgos Karagounis                      | 139       | 1999–2014       | Mittelfeld                    | Theodoros Zagorakis (120)   |
| Irland                                                  | Robbie Keane**                          | 146       | 1998–2016       | Angriff                       | Shay Given (125, nun 134)   |
| Island                                                  | Birkir Bjarnason                        | 113       | 2010–           | Mittelfeld                    | Rúnar Kristinsson (104/100) |
| Israel                                                  | Yossi Benayoun                          | 102 (101) | 1998–           | Mittelfeld                    | Arik Benado (94)            |
| Italien                                                 | Gianluigi Buffon***                     | 176       | 1997–2018       | Tor                           | Fabio Cannavaro (136)       |
| Jugoslawien                                             | Dragan Džajić                           | 85        | 1964–1979       | Angriff                       | Branko Zebec (65)           |
| BR Jugoslawien Serbien u. Montenegro                    | Savo Milošević**                        | 101       | 1994–2008       | Angriff                       | Predrag Mijatović (64)      |
| Kasachstan                                              | Samat Smaqow                            | 76        | 2000–2017       | Abwehr                        | Ruslan Baltijew** (73)      |
| Kosovo                                                  | Amir Rrahmani                           | 62        | 2014, 2016–     | Abwehr                        | Mërgim Vojvoda (45)         |
| Kroatien                                                | Luka Modrić                             | 188       | 2006–           | Mittelfeld                    | Darijo Srna (134)           |
| Lettland                                                | Vitālijs Astafjevs***                   | 167 (166) | 1992–2010       | Abwehr/ Mittelfeld            | Ēriks Pētersons (63)        |
| Liechtenstein                                           | Peter Jehle                             | 132       | 1996–2018       | Tor                           | Mario Frick** (125)         |
| Litauen                                                 | Saulius Mikoliūnas                      | 101       | 2004–2022       | Abwehr Mittelfeld             | Andrius Skerla (84)         |
| Luxemburg                                               | Laurent Jans                            | 113 (112) | 2012–           | Mittelfeld                    | Mario Mutsch (102)          |
| Malta                                                   | Michael Mifsud**                        | 143 (142) | 2000–0000       | Angriff                       | David Carabott (122)        |
| Moldau                                                  | Alexandru Epureanu                      | 100       | 2006–2021       | Abwehr                        | Victor Golovatenco (79)     |
| Montenegro                                              | Stevan Jovetić                          | 87        | 2007–           | Angriff                       | Fatos Bećiraj (86)          |
| Niederlande                                             | Wesley Sneijder                         | 134       | 2003–2018       | Mittelfeld                    | Edwin van der Sar (130)     |
| Nordirland                                              | Steven Davis                            | 140       | 2005–2022       | Abwehr                        | Pat Jennings*** (119)       |
| Nordmazedonien                                          | Goran Pandev**                          | 122       | 2001–2019       | Angriff                       | Goce Sedloski (100/99)      |
| Norwegen                                                | John Arne Riise                         | 110       | 2000–2013       | Abwehr/ Mittelfeld            | Thorbjørn Svenssen (104)    |
| Österreich                                              | Marko Arnautović                        | 125       | 2008–           | Angriff                       | Andreas Herzog (103)        |
| Polen                                                   | Robert Lewandowski**                    | 158       | 2008–           | Angriff                       | Jakub Błaszczykowski (108)  |
| Portugal                                                | Cristiano Ronaldo**                     | 221       | 2003–           | Angriff                       | Luís Figo (127)             |
| Rumänien                                                | Dorinel Munteanu                        | 134       | 1991–2007       | Mittelfeld                    | Gheorghe Hagi (125)         |
| Russland                                                | Sergei Ignaschewitsch                   | 127       | 2002–2018       | Abwehr                        | Wiktor Onopko 109           |
| San Marino                                              | Matteo Vitaioli                         | 98        | 2007–           | Angriff                       | Andy Selva (73)             |
| Saarland                                                | Waldemar Philippi †                     | 19        | 1950–1956       | Abwehr                        | ?                           |
| Schottland                                              | Kenny Dalglish**                        | 102       | 1971–1986       | Angriff                       | Denis Law (55)              |
| Schweden                                                | Anders Svensson                         | 148 (143) | 1999–2013       | Mittelfeld                    | Thomas Ravelli*** (143)     |
| Schweiz                                                 | Granit Xhaka                            | 137       | 2011–           | Mittelfeld                    | Heinz Hermann (118)         |
| Serbien                                                 | Dušan Tadić                             | 111       | 2008–2024       | Mittelfeld                    | Branislav Ivanović (104)    |
| Slowakei                                                | Marek Hamšík**                          | 138       | 2007–2023       | Mittelfeld                    | Miroslav Karhan (107)       |
| Slowenien                                               | Boštjan Cesar                           | 101       | 2002–2018       | Abwehr                        | Zlatko Zahovič** (80)       |
| Spanien                                                 | Sergio Ramos***                         | 180       | 2005–2021       | Abwehr                        | Iker Casillas*** (167)      |
| Sowjetunion                                             | Oleh Blochin**                          | 101       | 1972–1988       | Angriff                       | Albert Schesternew (90)     |
| Tschechien                                              | Petr Čech                               | 124       | 2002–2016       | Tor                           | Karel Poborský (118)        |
| Türkei                                                  | Rüştü Reçber                            | 120       | 1994–2009       | Tor                           | Bülent Korkmaz (101)        |
| Ukraine                                                 | Anatolij Tymoschtschuk                  | 144       | 2000–2016       | Mittelfeld                    | Andrij Schewtschenko (100)  |
| Ungarn                                                  | Balázs Dzsudzsák                        | 109       | 2007–2019, 2022 | Mittelfeld                    | Gábor Király (108/107)      |
| Wales                                                   | Gareth Bale                             | 111       | 2006–2022       | Angriff                       | Chris Gunter (109)          |
| Zypern                                                  | Yiannakis Okkas                         | 103       | 1997–2012       | Angriff                       | Pambos Pittas (82)          |
| Weltrekordmarke Weltrekord für Torhüter (rsssf-Zählung) |                                         |           |                 |                               |                             |

*** Der Spieler war zeitweise Europarekordhalter.

## Nord-, Mittelamerika und Karibik (CONCACAF)

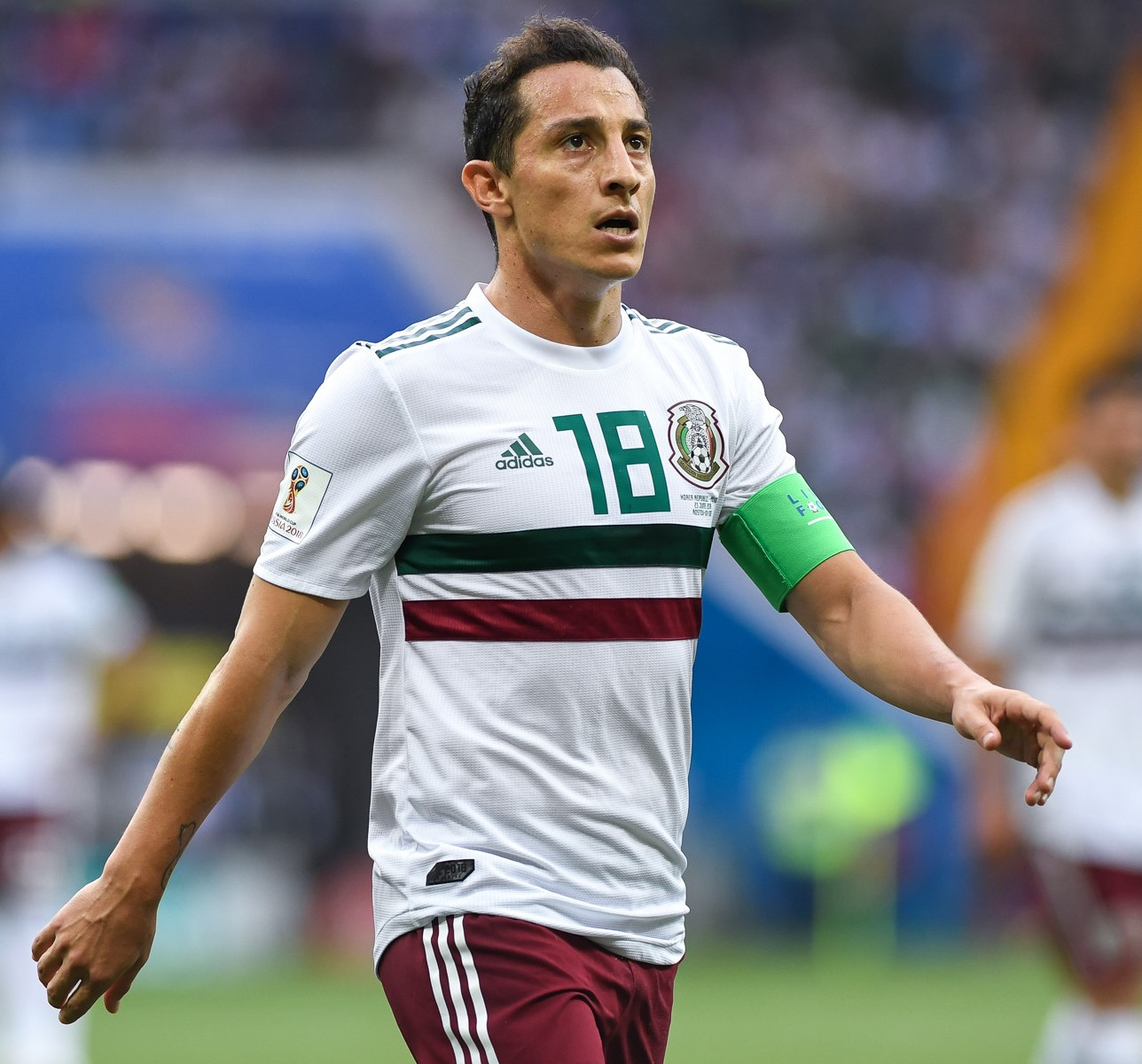
Andrés Guardado, Rekordnationalspieler der CONCACAF

| Nationalmannschaft           | Spieler                   | Spiele    | Zeitraum  | Position   | Vorgänger                    |
| ---------------------------- | ------------------------- | --------- | --------- | ---------- | ---------------------------- |
| Amerikanische Jungferninseln | Jett Blaschka             | 26 (20)   | 2018–     | Mittelfeld | ?                            |
| Anguilla                     | Ryan Liddie               | 31        | 2000–2019 | Tor        | ?                            |
| Antigua und Barbuda          | Peter Byers               | 91 (85)   | 2004–2021 | Angriff    | ?                            |
| Aruba                        | Eric Abdul                | 32 (28)   | 2011–     | Tor        | ?                            |
| Bahamas                      | Lesly St. Fleur           | 45 (39)   | 2006–     | Angriff    |                              |
| Barbados                     | Norman Forde              | 74 (72)   | 1998–2011 | Mittelfeld |                              |
| Belize                       | Deon McCauley**           | 63        | 2007–     | Angriff    | Elroy Smith (61)             |
| Bermuda                      | Reggie Lambe              | 58 (51)   | 2007–     | Mittelfeld | ?                            |
| Bonaire                      | Yurick Seinpaal           | 21 (0)    | 2013–     | Mittelfeld | ?                            |
| Britische Jungferninseln     | Troy Caesar               | 34 (26)   | 2010–     | Mittelfeld | ?                            |
| Cayman Islands               | Mark Ebanks               | 23 (21)   | 2010–     | Angriff    |                              |
| Costa Rica                   | Celso Borges              | 163 (159) | 2008–     | Mittelfeld | Walter Centeno (137/135)     |
| Curaçao                      | Cuco Martina              | 68 (61)   | 2010–     | Abwehr     | ?                            |
| Dominica                     | Glenson Prince            | 79 (69)   | 2005–     | Tor        |                              |
| Dominikanische Republik      | Jean Carlos López         | 67 (56)   | 2013–     | Mittelfeld | César García (57/46)         |
| El Salvador                  | Darwin Cerén              | 103 (98)  | 2012–     | Mittelfeld | Alfredo Pacheco (85/84)      |
| Französisch-Guayana          | Rhudy Evens               | 63 (0)    | 2008–2022 | Mittelfeld |                              |
| Grenada                      | Cassim Dorsette Langaigne | 72 (67)   | 2004–2016 | Abwehr     | Ricky Charles (71)           |
| Guadeloupe                   | Jean-Luc Lambourde        | 65 (0)    | 2002–2017 | Abwehr     | ?                            |
| Guatemala                    | Carlos Ruiz**             | 133 (132) | 1998–2016 | Angriff    | Gustavo Adolfo Cabrera (104) |
| Guyana                       | Walter Moore              | 77 (69)   | 2004–2019 | Mittelfeld |                              |
| Haiti                        | Pierre Richard Bruny      | 95 (84)   | 1998–2010 | Abwehr     |                              |
| Honduras                     | Maynor Figueroa           | 181 (175) | 2004–2022 | Mittelfeld | Amado Guevara (138)          |
| Jamaika                      | Ian Goodison              | 128 (125) | 1996–2009 | Abwehr     | Linval Dixon (127)           |
| Kanada                       | Atiba Hutchinson          | 104 (102) | 2003–     | Angriff    | Julian de Guzmán (89/85)     |
| Kuba                         | Yenier Márquez            | 126 (112) | 2000–2015 | Mittelfeld | Odelin Molina (122)          |
| Martinique                   | Daniel Hérelle            | 97 (0)    | 2006–     | Mittelfeld | ?                            |
| Mexiko                       | Andrés Guardado           | 182 (180) | 2005–2022 | Abwehr     | Claudio Suárez* 178 (177)    |
| Montserrat                   | Alex Dyer                 | 36 (34)   | 2011–     | Mittelfeld |                              |
| Nicaragua                    | Josué Quijano             | 103 (97)  | 2011–     | Abwehr     | David Solórzanoo (49)        |
| Panama                       | Aníbal Godoy              | 151 (144) | 2010–     | Mittelfeld | Gabriel Gómez (148/144)      |
| Puerto Rico                  | Hector Ramos              | 36 (32)   | 2010–2019 | Angriff    |                              |
| St. Kitts und Nevis          | Gerard Williams           | 85 (72)   | 2006–     | Mittelfeld |                              |
| St. Lucia                    | Kurt Frederick            | 67 (61)   | 2010–     | Mittelfeld |                              |
| Saint-Martin                 | Yannick Bellechasse       | 28 (0)    | 2012–     | Angriff    |                              |
| Sint Maarten                 | Gerwin Lake               | 24 (0)    | 2019–     | Angriff    |                              |
| St. Vincent und Grenadinen   | Cornelius Stewart         | 77 (70)   | 2007–     | Angriff    | Darren Hamlet (64/60)        |
| Suriname                     | Marlon Felter             | 48 (44)   | 2004–2011 | Abwehr     |                              |
| Trinidad und Tobago          | Angus Eve                 | 118 (114) | 1994–2005 | Angriff    | Marvin Faustin (42)          |
| Turks- und Caicosinseln      | Billy Forbes              | 36 (26)   | 2008–     | Angriff    | ?                            |
| USA                          | Cobi Jones                | 164       | 1992–2004 | Mittelfeld | Marcelo Balboa (128)         |
| Kontinentale Rekordmarke     |                           |           |           |            |                              |

## Südamerika (CONMEBOL)

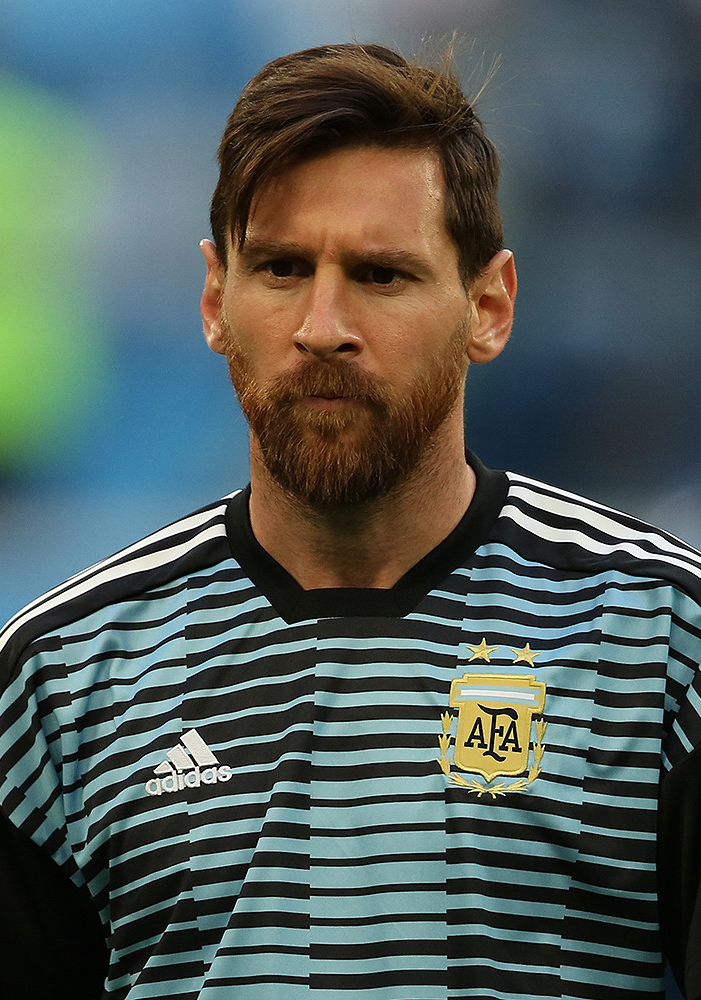
Lionel Messi, südamerikanischer Rekordnationalspieler

| Nationalmannschaft       | Spieler                         | Spiele | Zeitraum            | Position          | Vorgänger               |
| ------------------------ | ------------------------------- | ------ | ------------------- | ----------------- | ----------------------- |
| Argentinien              | Lionel Messi**                  | 193    | 2005–               | Angriff           | Javier Mascherano (147) |
| Bolivien                 | Marcelo Moreno                  | 107    | 2007–2023           | Angriff           | Ronald Raldes (101)     |
| Brasilien                | Cafu                            | 142    | 1990–2006           | Abwehr            | Cláudio Taffarel (101)  |
| Chile                    | Alexis Sánchez**                | 168    | 2006–               | Angriff           | Gary Medel (161)        |
| Ecuador                  | Iván Hurtado                    | 168    | 1992–2014           | Abwehr            | Álex Aguinaga (104)     |
| Kolumbien                | David Ospina                    | 128    | 2007–               | Tor               | Carlos Valderrama (111) |
| Paraguay                 | Paulo da Silva                  | 148    | 2000–2017           | Abwehr            | Carlos Gamarra (110)    |
| Peru                     | Roberto Palacios Yoshimar Yotún | 128    | 1992–2012 2011–0000 | Mittelfeld        | Héctor Chumpitaz (105)  |
| Uruguay                  | Diego Godín                     | 161    | 2005–2022           | Abwehr            | Maxi Pereira (125)      |
| Venezuela                | Tomás Rincón                    | 142    | 2008–               | Mittelfeld/Abwehr | Juan Arango (129/128)   |
| Kontinentale Rekordmarke |                                 |        |                     |                   |                         |

## Ozeanien (OFC)
| Nationalmannschaft       | Spieler            | Spiele  | Zeitraum   | Position           | Vorgänger           |
| ------------------------ | ------------------ | ------- | ---------- | ------------------ | ------------------- |
| Amerikanisch-Samoa       | Nicky Salapu       | 22 (20) | 2001–2019  | Tor                |                     |
| Cookinseln               | Tony Jamieson      | 22 (20) | 2001–2011  | Tor                |                     |
| Fidschi                  | Roy Krishna**      | 61 (57) | 2007–      | Angriff            |                     |
| Kiribati                 | Nabaruru Batiri    | 8 (0)   | 2003, 2011 | Abwehr             |                     |
| Neukaledonien            | Bertrand Kaï**     | 43 (35) | 2008–2022  | Angriff            | Pierre Wajoka (35)  |
| Neuseeland               | Ivan Vicelich      | 88 (?)  | 1995–2013  | Mittelfeld         | Vaughan Coveny (64) |
| Papua-Neuguinea          | Emmanuel Simon     | 44 (40) | 2014–      | Mittelfeld         |                     |
| Samoa                    | Andrew Setefano    | 28 (27) | 2011–      | Abwehr             |                     |
| Salomonen                | Henry Fa’arodo     | 64 (61) | 2002–2017  | Mittelfeld/Angriff |                     |
| Tahiti                   | Teaonui Tehau**    | 48 (43) | 2011–      | Angriff            |                     |
| Tonga                    | Kilifi Uele        | 26 (24) | 1996–2017  | Mittelfeld         |                     |
| Tuvalu                   | Katepu Iosua Sieni | 15 (0)  | 2011–      | Tor                |                     |
| Vanuatu                  | Richard Iwai**     | 34 (32) | 2000–2011  | Angriff            |                     |
| Kontinentale Rekordmarke |                    |         |            |                    |                     |